# Pinacosterna weymanni
Pinacosterna weymanni es una especie de escarabajo longicornio del género Pinacosterna, tribu Sternotomini, orden Coleoptera. Fue descrita científicamente por Quedenfeldt en 1882.

## Descripción
Mide 12-20 milímetros de longitud.

## Distribución
Se distribuye por Angola, Camerún, Uganda, República Centroafricana, República Democrática del Congo, República del Congo y Zambia.